# Aroser Rothorn
Aroser Rothorn (rétorománsky Piz Cotschen, 2 980 m n. m.) je nejvyšší hora Plessurských Alp. Nachází se na trojmezí mezi obcemi Arosa, Lantsch/Lenz a Alvaneu ve švýcarském kantonu Graubünden. Vrcholem zároveň prochází hranice mezi okresy Plessur a Albula. Na horu lze vystoupit od chaty Ramozhütte (2293 m).